# 博維 (明尼蘇達州)
博維（英語：Bovey）是一個位於美國明尼蘇達州艾塔斯卡縣的城市。

## 人口
根據2020年美國人口普查的數據，博維的面積為5.94平方千米，當中陸地面積為5.92平方千米，而水域面積為0.02平方千米。當地共有人口829人，而人口密度為每平方千米140人。